# Hule (norra)
Hule (norra) utgör den västra delen av naturreservatet Hula naturreservat belägen i Breareds socken i Halmstads kommun i Halland. Den östra delen beskrivs i Hule (södra)
Denna del ligger väster om sjön Simlången och är gammal inägomark med inhägnade åkrar och ängar. 
Områdena är tillsammans 19 hektar stora och skyddade sedan 1974. Genom denna del av naturreservatet passerar både cykelspåret Banvallsleden och vandringsspåret Hallandsleden.